# Бульдоговые летучие мыши
Бульдоговые летучие мыши, или складчатогубые, или свободнохвостые (лат. Molossidae) — семейство млекопитающих отряда рукокрылых подотряда летучих мышей, близкое к семейству гладконосых летучих мышей.

## Общее описание
Высокоспециализированное семейство летучих мышей, обладающих весьма развитым летательным аппаратом: крылья у них узкие, длинные и заострённые, с толстой летательной перепонкой; плечевая кость имеет крупное дополнительное сочленение с лопаткой. Длинный мускулистый хвост и костные шпоры на задних конечностях образуют наиболее совершенный среди рукокрылых тормозной аппарат. Хвост, длиной 14-80 мм, почти наполовину своей длины выдаётся из узкой межбедренной перепонки.
Телосложение плотное; размеры от мелких до крупных: длина тела 4-14,5 см, размах крыльев 19-60 см, масса 6-190 г. Морда широкая, тупая, без кожно-хрящевых выростов, часто с вертикальными складками на губах. Носовой листок отсутствует. Глаза относительно маленькие. Ноздри обычно открываются на подушке, покрытой чувствительными щетинками со своеобразными ложкообразными расширениями на концах. Уши как правило широкие, мясистые, часто соединены на лбу кожистой перемычкой. Козелок небольшой. Крылья и межбедренная перепонка необычно толстые. Задние конечности довольно короткие и сильные; стопы широкие, покрытые чувствительными щетинками. Зубов 26-32, они примитивно-насекомоядного типа.
Шерсть обычно густая, короткая. У некоторых видов (Cheiromeles) волосяной покров редуцирован настолько, что они кажутся почти голыми; у других на голове расположен гребень из удлинённых, вертикально стоящих волос. Волосяной покров обычно однотонный, бурый, рыжевато-коричневый, серый или чёрный; брюхо светлее спины. У некоторых видов развиты пахучие горловые железы. У самок пара грудных сосков.

## Образ жизни
Распространены в тропической и субтропической зонах обоих полушарий. В Восточном полушарии водятся в Средиземноморье, тропиках и субтропиках Азии, Африке, Австралии. В Западном полушарии — от центральных штатов США до южной Аргентины и Чили, о-вов Карибского бассейна.
Встречаются в разнообразных ландшафтах от пустынь до лиственных лесов, не избегая антропогенных угодий; в горах водятся до 3100 м над уровнем моря. Днёвки устраивают в пещерах, скальных трещинах, под крышами человеческих построек, в дуплах и кронах деревьев. Образуют колонии от нескольких десятков до миллионов особей (Tadarida brasiliensis) — самые крупные скопления млекопитающих на Земле; реже одиночны. Насекомоядны, охотятся обычно на большой высоте, часто группами. Полёт лёгкий и стремительный, как у стрижей, развивают скорость до 60 (иногда до 95) км/ч. В полёте издают слабо частотно-модулированные эхолокационные сигналы очень высокой интенсивности. Могут совершать сезонные миграции; местами в неблагоприятные сезоны впадают в оцепенение. Спаривание и оплодотворение происходит в тёплое время года или во влажный сезон. Некоторые тропические виды приносят до 3 выводков в год, по 1 детёнышу. Беременность длится 2-3 месяца; лактация — 1-2 месяца. Детёнышей самки с собой во время кормовых полётов не носят.

## Классификация
В семействе 12 родов, объединяющих 85 видов:
- Род Малые складчатогубы (Chaerephon)
  - Ганский складчатогуб (Chaerephon aloysiisabaudiae)
  - Складчатогуб Ансорга (Chaerephon ansorgei)
  - Складчатогуб Бемеллена (Chaerephon bemmeleni)
  - Украшенный складчатогуб (Chaerephon bivittata)
  - Chaerephon bregullae
  - Длиннохохлый складчатогуб (Chaerephon chapini)
  - Складчатогуб Гэллегера (Chaerephon gallagheri)
  - Северный малый складчатогуб (Chaerephon jobensis)
  - Chaerephon jobimena
  - Йохорский складчатогуб (Chaerephon johorensis)
  - Chaerephon leucogaster
  - Складчатоухий складчатогуб (Chaerephon major)
  - Нигерийский складчатогуб (Chaerephon nigeriae)
  - Азиатский малый складчатогуб (Chaerephon plicata)
  - Карликовый складчатогуб (Chaerephon pumila)
  - Красноватый складчатогуб (Chaerephon russata)
  - Chaerephon shortridgei
  - Chaerephon solomonis
  - Chaerephon tomensis
- Род Cheiromeles
  - Голокож (Cheiromeles torquatus)
  - Cheiromeles parvidens
- Род Эумопсы (Eumops)
  - Чёрный эумопс (Eumops auripendulus)
  - Эумопс Петерса (Eumops bonariensis)
  - Большой эумопс (Eumops dabbenei)
  - Eumops ferox
  - Eumops floridanus
  - Эумопс Вагнера (Eumops glaucinus)
  - Эумопс Санборна (Eumops hansae)
  - Гвианский эумопс (Eumops maurus)
  - Eumops patagonicus
  - Западный эумопс (Eumops perotis)
  - Eumops trumbulli
  - Эумопс Ундервуда (Eumops underwoodi)
  - Eumops wilsoni
- Род Широкоморды (Molossops)
  - Эквадорский широкоморд (Molossops aequatorianus)
  - Матугросский широкоморд (Molossops mattogrossensis)
  - Рыжий широкоморд (Molossops neglectus)
  - Карликовый широкоморд (Molossops temminckii)
- Род Бархатные складчатогубы (Molossus)
  - Molossus aztecus
  - Molossus barnesi
  - Molossus coibensis
  - Бондский складчатогуб (Molossus currentium)
  - Складчатогуб Палласа (Molossus molossus)
  - Складчатогуб Миллера (Molossus pretiosus)
  - Чёрный складчатогуб (Molossus rufus)
  - Синалоаский складчатогуб (Molossus sinaloae)
  - Molossus trinitatus
- Род Большие складчатогубы (Mops)
  - Mops bakarii
  - Белогрудый складчатогуб (Mops brachyptera)
  - Ангольский складчатогуб (Mops condylurus)
  - Mops congica
  - Конголезский складчатогуб (Mops congicus)
  - Монгаллаский складчатогуб (Mops demonstrator)
  - Mops leonis
  - Mops leucostigma
  - Складчатогуб-мидас (Mops midas)
  - Складчатогуб-мопс (Mops mops)
  - Складчатогуб-пигмей (Mops nanulus)
  - Ниангарский складчатогуб (Mops niangarae)
  - Белобрюхий складчатогуб (Mops niveiventer)
  - Складчатогуб Петерсона (Mops petersoni)
  - Сулавесский складчатогуб (Mops sarasinorum)
  - Складчатогуб Спуррелла (Mops spurrelli)
  - Камерунский складчатогуб (Mops thersites)
  - Складчатогуб Тревора (Mops trevori)
- Род Складчатогубы-гоблины (Mormopterus)
  - Натальский складчатогуб (Mormopterus acetabulosus)
  - Складчатогуб Беккари (Mormopterus beccarii)
  - Суматранский складчатогуб (Mormopterus doriae)
  - Mormopterus eleryi
  - Мадагаскарский складчатогуб (Mormopterus jugularis)
  - Mormopterus francoismoutoui
  - Складчатогуб Калиновского (Mormopterus kalinowskii)
  - Mormopterus loriae
  - Кубинский складчатогуб (Mormopterus minutus)
  - Норфолкский складчатогуб (Mormopterus norfolkensis)
  - Инкский складчатогуб (Mormopterus phrudus)
  - Плоскомордый складчатогуб (Mormopterus planiceps)
- Род Миоптеры (Myopterus)
  - Складчатогуб Добантона (Myopterus daubentonii)
  - Складчатогуб Уайтлея (Myopterus whitleyi)
- Род Центральноамериканские складчатогубы (Nyctinomops)
  - Колючкоухий складчатогуб (Nyctinomops aurispinosus)
  - Мешотчатый складчатогуб (Nyctinomops femorosaccus)
  - Толстохвостый складчатогуб (Nyctinomops laticaudatus)
  - Большой американский складчатогуб (Nyctinomops macrotis)
- Род Большеухие складчатогубы (Otomops)
  - Яванский складчатогуб (Otomops formosus)
  - Otomops johnstonei
  - Otomops madagascariensis
  - Складчатогуб Мартиенсена (Otomops martiensseni)
  - Папуанский складчатогуб (Otomops papuensis)
  - Плащеносный складчатогуб (Otomops secundus)
  - Складчатогуб Ротона (Otomops wroughtoni)
- Род Platymops
  - Щетинистый складчатогуб (Platymops setiger)
- Род Хохлатые складчатогубы (Promops)
  - Хохлатый складчатогуб (Promops centralis)
  - Бурый складчатогуб (Promops nasutus)
- Род Sauromys
  - Sauromys petrophilus
- Род Складчатогубы (Tadarida)
  - Египетский складчатогуб (Tadarida aegyptiaca)
  - Австралийский складчатогуб (Tadarida australis)
  - Бразильский складчатогуб (Tadarida brasiliensis)
  - Южноафриканский складчатогуб (Tadarida fulminans)
  - Tadarida insignis
  - Tadarida kuboriensis
  - Tadarida latouchei
  - Кенийский складчатогуб (Tadarida lobata)
  - Широкоухий складчатогуб (Tadarida teniotis)
  - Tadarida tomensis
  - Большой африканский складчатогуб (Tadarida ventralis)

- Род Tomopeas
  - Tomopeas ravus

В ископаемом состоянии известны с позднего эоцена. В фауне России единственный вид складчатогубов — широкоухий складчатогуб (Tadarida teniotis), встречающийся на Кавказе.